# Saint-Hilaire-les-Courbes
Saint-Hilaire-les-Courbes – miejscowość i gmina we Francji, w regionie Nowa Akwitania, w departamencie Corrèze.
Według danych na rok 1990 gminę zamieszkiwało 180 osób, a gęstość zaludnienia wynosiła 5 osób/km² (wśród 747 gmin Limousin Saint-Hilaire-les-Courbes plasuje się na 449. miejscu pod względem liczby ludności, natomiast pod względem powierzchni na miejscu 111.).